# Maniola splendida
Maniola splendida är en fjärilsart som beskrevs av Buchana-white 1871. Maniola splendida ingår i släktet Maniola och familjen praktfjärilar. Inga underarter finns listade i Catalogue of Life.